# Helcogramma ememes
Helcogramma ememes är en fiskart som beskrevs av Holleman 2007. Helcogramma ememes ingår i släktet Helcogramma och familjen Tripterygiidae. Inga underarter finns listade i Catalogue of Life.